# Еролимов, Иве
Иве Еролимов (хорв. Ive Jerolimov; 30 марта 1958, Преко, Югославия) — югославский футболист, защитник.

## Карьера

### Клубная
Иве Еролимов начинал карьеру футболиста в команде  «Нехай» из города Сень.
В 1978 году перешёл в «Риеку», в составе которой выступал 4 сезона, забил 7 голов в 106 сыгранных в чемпионате матчах и дважды становился обладателем кубка Югославии.
В 1982 году Еролимов стал игроком сплитского «Хайдука». В команде защитник провёл 5 сезонов и ещё дважды выигрывал национальный кубок. Летом 1987 года Иве Еролимов перешёл в бельгийский клуб «Серкль Брюгге», где и завершил карьеру 2 года спустя.

### В сборной
Иве Еролимов дебютировал в сборной Югославии 27 сентября 1980 года в отборочном матче к чемпионату мира 1982 против Дании. В дальнейшем защитник сыграл ещё в 3 матчах отборочного турнира и попал в заявку национальной сборной для участия в чемпионате мира—1982, однако ни одного матча на турнире не сыграл. В последний раз за сборную Еролимов выступал 17 ноября 1982 года в отборочном матче к чемпионату Европы 1984 со сборной Болгарии. Всего защитник провёл за национальную команду 6 матчей.
| Матчи Еролимова за сборную Югославии | Матчи Еролимова за сборную Югославии | Матчи Еролимова за сборную Югославии | Матчи Еролимова за сборную Югославии | Матчи Еролимова за сборную Югославии | Матчи Еролимова за сборную Югославии | Матчи Еролимова за сборную Югославии |
| ------------------------------------ | ------------------------------------ | ------------------------------------ | ------------------------------------ | ------------------------------------ | ------------------------------------ | ------------------------------------ |
| №                                    | Дата                                 | Оппонент                             | Счёт                                 | Голы Еролимова                       | Соревнование                         |                                      |
| 1                                    | 27 сентября 1980                     | Дания                                | 2:1                                  | -                                    | Отборочный матч ЧМ—1982              |                                      |
| 2                                    | 15 ноября 1980                       | Италия                               | 0:2                                  | -                                    | Отборочный матч ЧМ—1982              |                                      |
| 3                                    | 25 марта 1981                        | Болгария                             | 2:1                                  | -                                    | Товарищеский матч                    |                                      |
| 4                                    | 29 апреля 1981                       | Греция                               | 5:1                                  | -                                    | Отборочный матч ЧМ—1982              |                                      |
| 5                                    | 21 ноября 1981                       | Люксембург                           | 5:0                                  | -                                    | Отборочный матч ЧМ—1982              |                                      |
| 6                                    | 17 ноября 1982                       | Болгария                             | 1:0                                  | -                                    | Отборочный матч ЧЕ—1984              |                                      |

Итого: 6 матчей; 5 побед, 0 ничьих, 1 поражение.